# Orange (Wisconsin)
Orange es un pueblo ubicado en el condado de Juneau en el estado estadounidense de Wisconsin. En el Censo de 2010 tenía una población de 570 habitantes y una densidad poblacional de 6,27 personas por km².

## Geografía
Orange se encuentra ubicado en las coordenadas 43°56′18″N 90°14′38″O / 43.93833, -90.24389. Según la Oficina del Censo de los Estados Unidos, Orange tiene una superficie total de 90.85 km², de la cual 90.81 km² corresponden a tierra firme y (0.04%) 0.04 km² es agua.

## Demografía
Según el censo de 2010, había 570 personas residiendo en Orange. La densidad de población era de 6,27 hab./km². De los 570 habitantes, Orange estaba compuesto por el 97.54% blancos, el 0.18% eran afroamericanos, el 0.88% eran amerindios, el 0% eran asiáticos, el 0% eran isleños del Pacífico, el 0.7% eran de otras razas y el 0.7% pertenecían a dos o más razas. Del total de la población el 1.23% eran hispanos o latinos de cualquier raza.